# Kanagānapalle
Kanagānapalle är en ort i Indien.   Den ligger i distriktet Anantapur och delstaten Andhra Pradesh, i den södra delen av landet, 1 600 km söder om huvudstaden New Delhi. Kanagānapalle ligger 435 meter över havet och antalet invånare är 6 965.
Terrängen runt Kanagānapalle är huvudsakligen platt, men åt sydost är den kuperad. Runt Kanagānapalle är det ganska tätbefolkat, med 104 invånare per kvadratkilometer. Det finns inga andra samhällen i närheten. Trakten runt Kanagānapalle består till största delen av jordbruksmark.